# Salvatore Barberi

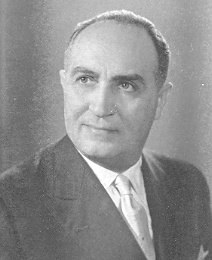
Salvatore Barberi, afgevaardigde

Salvatore Barberi (Buccheri, 1 augustus 1899 -  27 augustus 1994) was een kinderarts, docent aan de universiteit van Messina en meer dan twintig jaar lid van de Kamer van Afgevaardigden van de republiek Italië (1953-1976).

## Levensloop
Tussen de twee wereldoorlogen bouwde Barberi een carrière uit als diensthoofd kindergeneeskunde verbonden met de universiteit van Messina op Sicilië. Italië was destijds een monarchie. 
Barberi was een monarchist, ook na de afzetting van de laatste koning van Italië Umberto II (1946). In de republiek Italië zetelde hij vanaf 1953 als monarchist in het parlement. Hij zetelde voor de Partito Nazionale Monarchico (1953-1959) en nadien verder, wanneer deze partij opging in de Partito Democratico Italiano di Unità Monarchica (1959-1960). Vanaf 1960 zetelde Barberi evenwel als onafhankelijk afgevaardigde.
Van 1962 tot 1976 was Barberi lid van de parlementaire fractie van de Democrazia Cristiana.